# Козовская поселковая община
Козовская поселковая община (укр. Козівська селищна громада) — территориальная община в Тернопольском районе Тернопольской области Украины.
Административный центр — посёлок Козова.
Население составляет 25403 человека. Площадь — 435,1 км².
В соответствии с распоряжением Кабинета Министров Украины от 12 июня 2020 года, в состав общины вошла территория Козовского поселкового совета, а также Бышковского, Будиловского, Выбудовского, Вивсянского, Викторовского, Геленковского, Глинского, Городищенского, Дыбщенского, Золотослободского, Кальненского, Козовковского, Конюховского, Кривенского, Малоплавучанского, Олесинского, Плотычанского, Потокского, Теофипильского, Ценёвского и Щепановского сельских советов упразднённого Козовского района.

## Населённые пункты
В состав общины входят 1 посёлок и 35 сёл:
- Посёлок Козова
- Будиловский старостинский округ:
  - Будилов
  - Медовая
- Вивсянский старостинский округ:
  - Вився
- Геленковский старостинский округ:
  - Геленки
  - Олесино
  - Урытва
- Глинский старостинский округ:
  - Глинная
  - Золочевка
  - Малая Плавуча
- Городищенский старостинский округ:
  - Горбы
  - Городище
  - Млинцы
  - Плотыча
- Дыбщенский старостинский округ:
  - Дыбще
  - Козовка
- Золотослободский старостинский округ:
  - Золотая Слобода
- Кальненский старостинский округ:
  - Бартошевка
  - Будова
  - Кальное
  - Маковисько
  - Щепанов
- Конюховский старостинский округ:
  - Заберёзки
  - Залесье
  - Конюхи
- Кривенский старостинский округ:
  - Йосиповка
  - Кривое
- Теофипильский старостинский округ:
  - Викторовка
  - Плоское
  - Теофипилка
- Ценёвский старостинский округ:
  - Бышки
  - Выбудов
  - Вымысловка
  - Поток
  - Сеньков
  - Ценёв